# کوتس-باشه
کوتس-باشه (به لهستانی:  Koce-Basie) یک روستا در لهستان است که در گمینا چیخانوویتس واقع شده‌است.
 کوتس-باشه  ۱۹۰ نفر جمعیت دارد.